# 暮蟬悲鳴時 暇潰篇
《暮蟬悲鳴時 暇潰篇》是07th Expansion製作的《暮蟬悲鳴時》同人系列遊戲的第四作。系列的前半部分「出題篇」也隨本篇的推出而完結。

## 概要
本篇以時間追溯至前3作（鬼隱篇、綿流篇和祟殺篇）事件五年前（即昭和53年）的雛見澤村為舞台，可以說是類似於前傳的情節。  
故事圍繞著秘密調查在水壩紛爭中發生的綁架事件而到訪雛見澤村的警視廳公安部刑事赤坂衛和在村裡被敬為神靈般人物的古手神社家的獨生女古手梨花俩人展開。  
通關後增加了迷你遊戲（僅限於Windows版，i-αppli版和本篇分開發售）。
本篇作為「第零章・暇潰篇」收錄在PS2版「祭」中；另预定收錄在DS版「絆・第二卷」中。日語標題的意思是打發時間。

## 故事簡介
警視廳公安部刑事赤坂衛為了暗中調查犬飼建設大臣之孫綁架事件前往雛見澤村，與此同時他心中又牽掛著臨產的妻子。赤坂到達當時正爆發水壩反對運動的雛見澤後，遇到了被村人敬仰的神秘少女古手梨花。赤坂和梨花一同四處領略了村景，可是隨之梨花向赤坂發出「回東京去」的警告。

## 出版書籍

### 漫畫
- 作畫：外海良基、全2卷。

| 集數 | 史克威爾艾尼克斯 | 史克威爾艾尼克斯       | 青文出版社     | 青文出版社             | 玉皇朝         | 玉皇朝                |
| 集數 | 發售日期         | ISBN                   | 發售日期       | ISBN                   | 發售日期       | ISBN                  |
| ---- | ---------------- | ---------------------- | -------------- | ---------------------- | -------------- | --------------------- |
| 1    | 2006年8月22日    | ISBN 978-4-7575-1741-7 | 2008年10月27日 | ISBN 978-986-209-599-7 | 2008年11月6日  | ISBN 978-988-801235-0 |
| 2    | 2006年12月22日   | ISBN 978-4-7575-1825-4 | 2008年11月10日 | ISBN 978-986-209-640-6 | 2008年11月27日 | ISBN 978-988-801261-9 |

### 小說
- 著：龍騎士07，插圖：ともひ

暮蟬悲鳴之時 第四話～暇潰篇～
| 集數 | 講談社       | 講談社                 | 尖端出版社     | 尖端出版社             |
| 集數 | 發售日期     | ISBN                   | 發售日期       | ISBN                   |
| ---- | ------------ | ---------------------- | -------------- | ---------------------- |
| 全   | 2008年2月4日 | ISBN 978-4-06-283657-9 | 2011年10月14日 | ISBN 978-957-10-4647-1 |

文庫版
| 集數 | 星海社       | 星海社                 |
| 集數 | 發售日期     | ISBN                   |
| ---- | ------------ | ---------------------- |
| 全   | 2011年7月8日 | ISBN 978-4-06-138914-4 |

## 動畫
動畫「暮蟬悲鳴時」第14～15話。  
- 第14話 暇潰篇 其之壹 雛見澤
- 第15話 暇潰篇 其之貳 徵兆

## 廣播劇CD
發售：HOBiRECORDS、代理：WAYUTA。
- 2006年12月27日發售 WACD-005

和動畫版之間的差别：
- 赤坂衛：（廣播劇 CD）子安武人（動畫）小野大輔
- 赤坂雪繪：（廣播劇 CD）神田理惠（動畫）水野理紗

## 外部連結
- アニメ公式サイト：「暇潰し編」 （页面存档备份，存于）
- ドラマCD公式サイト （页面存档备份，存于）
- 小説版「暇潰し編」 | 星海社文庫 『ひぐらしのなく頃に』 | 最前線 （页面存档备份，存于）